# Zdzisław Wijas
Zdzisław Wijas (ur. 25 sierpnia 1944 w Skorkowie) – generał brygady Wojska Polskiego w stanie spoczynku, były dyrektor Departamentu Kontroli Ministerstwa Obrony Narodowej.

## Życiorys
Zdzisław Wijas syn Józefa urodził się 25 sierpnia 1944 r. w Skorkowie na Kielecczyźnie. Absolwent Liceum Pedagogicznego w Świdnicy. We wrześniu 1963 r. rozpoczął naukę w Oficerskiej Szkole Wojsk Zmechanizowanych im. Tadeusza Kościuszki we Wrocławiu, którą ukończył w sierpniu 1966 z wynikiem bardzo dobrym. Był promowany na podporucznika przez gen. broni Jerzego Bordziłowskiego. Służbę zawodową rozpoczął jako dowódca plutonu w kompanii sztabowej, następnie do 1969 r. był dowódcą kompanii rozpoznawczej w 27 pułku czołgów z 5 Dywizji Pancernej w Gubinie. Od października 1969 do sierpnia 1972 studiował w Akademii Sztabu Generalnego WP w Rembertowie na kierunku ogólnowojskowym, po ukończeniu których był starszym pomocnikiem szefa wydziału w oddziale operacyjnym Dowództwa Śląskiego Okręgu Wojskowego. W 1975 r. objął stanowisko szefa sztabu – zastępcy dowódcy 13 pułku zmechanizowanego w Kożuchowie, następnie do 1985 r. był na stanowiskach dowódcy 25 pułku zmechanizowanego z 10 Dywizji Pancernej w Opolu, dowódcy 13 pułku zmechanizowanego oraz szefa sztabu – zastępcy Dowódcy 2 Dywizji Zmechanizowanej w Nysie. 
W 1985 r. został skierowany na studia Operacyjno–Strategiczne w Akademii Sztabu Generalnego WP. W 1986 r. objął obowiązki szefa oddziału uzupełnień Dowództwa Śląskiego Okręgu Wojskowego. W 1987 r. powierzono mu obowiązki szefa oddziału mobilizacyjnego Dowództwa ŚOW. W 1988 r. objął stanowisko szefa sztabu – zastępca ŚOW ds. organizacyjno–mobilizacyjnych. W roku 1991 został wyznaczony do Grupy Organizacyjnej Krakowskiego Okręgu Wojskowego. W latach 1989–2002 pełnił społecznie kolejno funkcje: wiceprezesa Sekcji Piłki Nożnej WKS Śląsk Wrocław, prezesa Sekcji Lekkiej Atletyki WKS Wawel Kraków i Prezesa WKS Zakopane. W 1992 r. został awansowany na stopień generała brygady. Akt mianowania odebrał z rąk prezydenta Rzeczypospolitej Polskiej Lecha Wałęsy. W latach 1992–1997 był szefem sztabu – zastępcą dowódcy Krakowskiego Okręgu Wojskowego. W 1997 r. został wyznaczony na stanowisko dyrektora Departamentu Kontroli Ministerstwa Obrony Narodowej. Od grudnia 2001 r. był w dyspozycji Ministra Obrony Narodowej. 1 maja 2004 r. został przeniesiony w stan spoczynku. 

## Awanse[1]
- podporucznik – 1966
- porucznik – 1969
- kapitan – 1972
- major – 1975
- podpułkownik – 1979
- pułkownik – 1983
- generał brygady – 1992

## Ordery, odznaczenia i wyróżnienia
- Krzyż Oficerski Orderu Odrodzenia Polski[4]
- Krzyż Kawalerski Orderu Odrodzenia Polski[4]
- Złoty Krzyż Zasługi[4]
- Złoty Medal „Siły Zbrojne w Służbie Ojczyzny”
- Srebrny Medal „Siły Zbrojne w Służbie Ojczyzny”
- Brązowy Medal „Siły Zbrojne w Służbie Ojczyzny”
- Złoty Medal „Za zasługi dla obronności kraju”
- Srebrny Medal „Za zasługi dla obronności kraju”
- Brązowy Medal „Za zasługi dla obronności kraju”
- Medal Za zasługi dla ŚOW
- uhonorowany listem od Prezydenta Rzeczypospolitej Polskiej na zakończenie zawodowej służby wojskowej[5]